# Михневский район
Михневский район — административно-территориальная единица в составе Московской области РСФСР, существовавшая в 1929—1959 годах.
Михневский район был образован 12 июля 1929 года в составе Серпуховского округа Московской области. В его состав вошли следующие сельсоветы бывшей Московской губернии:
- из Бронницкого уезда:
  - из Жирошкинской волости: Образцовский
  - из Лобановской волости: Вертковский, Кузовлевский, Лобановский, Ляховский, Шаховский (при этом он сразу же был присоединён к Образцовскому с/с)
  - из Троице-Лобановской волости: Софьинский (при этом он сразу же был присоединён к Кузовлевскому с/с)
- из Каширского уезда:
  - из Жилевской волости: Алеевский, Верзиловский, Ивановский, Киясовский, Колюпановский, Савельевский, Ситне-Щелкановский, Староситненский, Шматовский
- из Подольского уезда:
  - из Шебанцевской волости: Барыбинский, Белостолбовский, Растуновский, Шебанцевский, Юсуповский
- из Серпуховского уезда:
  - из Михневской волости: Васильевский, Вельяминовский, Глотаевский, Голубинский, Дворяниновский, Кишкинский, Кузьминский, Липитинский, Михайловский, Михневский, Мясновский, Назаровский, Сафроновский, Степыгинский, Ступинский, Татариновский
  - из Семеновской волости: Ивановский, Петрищевский, Семеновский, Чирковский
  - из Хатунской волости: Антипинский, Калянинский, Матвейковский, Мышенский, Починковский, Торбеевский, Хатунский.

20 мая 1930 года из Михневского района в Малинский район был передан Савельевский с/с, в Лопасненский район — Степыгинский с/с, в Каширский район — Староситневский с/с.
На 1 января 1931 года территория района составляла 1218 км², а население — 37 900 человек. Район включал 45 сельсоветов и 951 населённый пункт.
2 ноября 1931 года из Малинского района в Михневский был передан Больше-Каверинский с/с.
В 1935 году упразднён Мясновский с/с.
21 августа 1936 года были упразднены Антипинский, Больше-Каверинский, Вертковский, Калянинский, Липитинский, Михайловский, Ступинский и Торбеевский с/с. Починковский с/с был переименован в Лапинский.
17 июля 1939 года были упразднены Колюпановский, Михневский, Мышенский, Петрищевский и Шматовский с/с. Дворяниновский с/с был переименован в Новоселковский.
15 марта 1944 года Алеевский, Лапинский, Матвейковский и Ситне-Щелкановский с/с были переданы в административное подчинение городу Ступино.
На 1 января 1953 года в районе было 26 сельсоветов: Барыбинский, Бело-Столбовский, Васильевский, Вельяминовский, Верзиловский, Глотаевский, Голубинский, Ивановский, Кишкинский (центр — с. Константиновское), Киясовский, Кузовлевский (центр — с. Вертково), Кузьминский, Лобановский, Ляховский (центр — с. Ильинское), Михневский, Назаровский, Новоселковский (центр — с. Ивановское), Образцовский, Растуновский, Сафроновский, Семеновский, Татариновский, Хатунский, Чирковский, Шебанцевский, Юсуповский (центр — с. Шишкино).
14 июня 1954 года были упразднены Васильевский, Верзиловский, Глотаевский (территория передана в Вельяминовский с/с), Голубинский (территория передана в Вельяминовский с/с), Кишкинский, Киясовский, Кузовлевский (территория передана в Ляховский с/с), Лобановский (территория передана в Шаховский с/с), Назаровский, Образцовский (территория передана в Шаховский с/с), Чирковский, Шебанцевский (территория передана в Растуновский с/с) и Юсуповский (территория передана в Растуновский с/с) с/с. Образован Шаховский (путём объединения Лобановского и Образцовского с/с) с/с.
15 ноября 1956 года был образован рабочий посёлок Михнево.
7 декабря 1957 года Новоселковский с/с был передан в административное подчинение городу Ступино.
15 апреля 1959 года был упразднён Хатунский с/с.
3 июня 1959 года Михневский район был упразднён. При этом р.п. Михнево и сельсоветы Ивановский, Кузьминский, Сафроновский и Семеновский отошли Ступинскому району, а Барыбинский, Белостолбовский, Вельяминовский, Ляховский, Растуновский, Татариновский и Шаховский с/с — Подольскому району.